# Michael Levey
Michael Vincent Levey (* 8. Juni 1927 in Wimbledon, London, England; † 28. Dezember 2008 in Louth (Lincolnshire)) war ein britischer Kunsthistoriker  und Direktor der National Gallery in London.

## Leben
Levey wuchs in Leigh-on-Sea in der Grafschaft Essex auf und besuchte die Oratory School, ein katholisches Internat in der Nähe von Reading. 1945 wurde er eingezogen und verbrachte die Zeit bis zu seiner Entlassung im Jahre 1948 hauptsächlich in Ägypten. Es folgten ein Studium der englischen Sprache am Exeter College in Oxford, das er nach zwei Jahren mit der Note First Class Honours abschloss. 
1951 trat Levey in die Dienste der Londoner National Gallery als Assistent von Sir Martin Davies. Seine Arbeit in der Galerie konnte er mit wissenschaftlicher Arbeit kombinieren, sodass 1956 sein erstes Werk, ein Katalog des Bestandes der Galerie an italienischen Gemälden des 18. Jahrhunderts, erschien. Ab den 1960er Jahren erschienen mehrere Bücher von ihm, die mit Farbreproduktionen ausgestattet waren und, da sie wegen ihrer hohen Auflagen relativ billig waren, von einem breiten Publikum angenommen wurden. Sein Buch A Concise History of Painting: From Giotto to Cézanne wurde auch in Deutschland verlegt.
1963/1964 war Levey Slade Professor of Fine Art an der Universität Cambridge. In den Jahren ab 1968 bekleidete er die Posten Deputy Keeper und Keeper und ab 1973 Direktor der National Gallery. Von dieser Position trat er 1985 zurück, um sich besser um seine an multipler Sklerose erkrankte Ehefrau, die Romanautorin Brigid Brophy, kümmern zu können, die an der Krankheit starb. 
Levey war ein Unterstützer der British Humanist Association. Seit 1983 war er Mitglied (Fellow) der British Academy.

## Auszeichnungen und Preise
- 1968: Hawthornden-Preis für sein 1967 bei Penguin Books erschienenes Buch The Early Renaissance
- 1965: Lieutenant of the Royal Victorian Order (LVO)
- 1981: geadelt (knighted): Knight Bachelor

## Veröffentlichungen (Auswahl)
- 1959: The German School. National Gallery Catalogues, London 1959.
- 1962:  A Concise History of Painting: From Giotto to Cézanne. World of Art Series. Thames & Hudson, London, ISBN 0-500-20024-6.
  - deutsch: Von Giotto bis Cézanne. Malerei aus sechs Jahrhunderten. Kindler Verlag, München, 1962.
- 1964: Dürer, Weidenfeld and Nicolson, London.
- 1965: From Rococo to Revolution: Major Trends in Eighteenth-Century Painting. World of Art Series. Thames & Hudson, London.
- 1967: The Early Renaissance. Penguin.
- 1968: A History of Western Art. Oxford University Press, Oxford. ISBN 0-27543430-3. 
  - 1970: deutsch: Die abendländische Kunst. Molden, Wien/München/Zürich 1970.
- 1971: Painting at Court. Weidenfeld and Nicolson, London.
- 1971: The Life and Death of Mozart. Weidenfeld and Nicolson, London. ISBN 0-297-00477-8.
  - 1971: deutsch: Leben und Sterben des Wolfgang Amadé Mozart. Bertelsmann, München 1971. ISBN 3-570-06165-5.
- 1978: The Case of Walter Pater. Thames and Hudson, London 1978, ISBN 0-500011931.
- 1985: Kenneth MacKenzie Clark (1903–1983). Oxford University Press, Oxford, England 1985.
- 1986: Giambattista Tiepolo. His Life and Art. Yale University Press, New Haven, Connecticut.

in Oxford Dictionary of National Biography (ODNB)
- 1985: Sir Thomas Lawrence (1769–1830), Oxford University Press, Oxford 2000, ISBN 0-19-861411-X.